# Korven (sketch)
Korven är en svensk sketch skriven 1961 av Bertil Pettersson och framförd av Pettersson och Lasse O'Månsson i radioprogrammet Blå tummen. Sketchen är ett exempel på den sjuka humor som gjorde programmet uppmärksammat. Den består av ett nonsensaktigt samtal mellan en korvförsäljare och hans kund, där de byter roller med varandra flera gånger.